# Beth Tweddle
Elizabeth "Beth" Kimberly Tweddle, MBE (* 1. April 1985 in Johannesburg, Südafrika) ist eine ehemalige britische Turnerin. Sie gewann als erste britische Turnerin Medaillen bei Welt- und Europameisterschaften. Mit zwei Weltmeistertiteln am Stufenbarren und einem am Boden sowie mehreren Siegen bei Europameisterschaften an diesen Geräten ist Tweddle die erfolgreichste britische Turnerin aller Zeiten.

## Leben
Elizabeth Tweddle wurde in Südafrika geboren, wo ihr Vater arbeitete. Ihre Eltern kehrten mit ihr und ihrem Bruder zurück nach England als Tweddle noch ein Kleinkind war. Sie wuchs in Bunbury, Cheshire, England auf.
Tweddle begann mit sieben Jahren bei einem örtlichen Verein zu turnen. Zwischen 1994 und 1997 war sie Mitglied des britischen Junioren-Nationalteams. 2007 wechselte sie zum Turnverein City of Liverpool Gymnastics, wo sie noch heute trainiert. Betreut wird sie von der ehemaligen britischen Olympiaturnerin Amanda Reddin.

### Sportliche Erfolge
Tweddles erste große internationale Meisterschaft als Seniorin waren die Weltmeisterschaften 2001, wo sie 24. im All-around und neunte im Team wurde. 2002 bei den Turn-Europameisterschaften in Patras, Griechenland gewann sie die Bronzemedaille am Stufenbarren. Die Medaille war die erste für eine britische Turnerin bei einer Europameisterschaft. Bei den Weltmeisterschaften 2002 wurde Tweddle vierte am Stufenbarren. Tweddle nahm auch an den Commonwealth Games 2002 teil, wo sie im All-around und am Stufenbarren gewann und fünfte im Team wurde. 2003 nahm Tweddle an den Weltmeisterschaften teil, wo sie am Stufenbarren Bronze gewann.
2004 nahm Tweddle an den Europameisterschaften teil, wo sie eine Silbermedaille am Stufenbarren gewann und fünfte im Team wurde.

## Sonstiges
Anfang 2013 nahm sie an der achten Staffel der Eiskunstlaufshow Dancing on Ice teil und gewann diese.